# همخوان لبی–نرم‌کامی

جایگاه تولید (فعال و غیرفعال): ۱. برون‌لبی، ۲. درون‌لبی، ۳. دندانی، ۴. لثوی، ۵. پس‌لثوی، ۶. پیش‌کامی، ۷. کامی، ۸. نرمکامی، ۹. ملازی، ۱۰. حلقی، ۱۱. چاکنایی، ۱۲. برون‌چاکنایی، ۱۳. ریشه‌ای، ۱۴. پس‌پسینی، ۱۵. پیش‌پسینی، ۱۶. تیغه‌ای، ۱۷. نوکی و ۱۸. زیرنوکی

لبی‌نرمکامی (به انگلیسی: Labial-velar) اصطلاحی در آواشناسی تولیدی است که به جایگاه تولید آوا اشاره دارد. آواهای لبی‌نرمکامی در دو جایگاه تولید می‌شوند؛ به این ترتیب که آوا در نرمکام تولید شده و همزمان لب‌ها به صورت گرد در می‌آید. گاهی این گونه از آواها نرمکامی لبی‌شده نیز نامیده می‌شوند. نیم‌واکه w در زبان انگلیسی یکی از نمونه‌های چنین آوایی است. زبان فارسی فاقد چنین آوایی است.

## انواع لبی‌نرمکامی
انواع لبی‌نرمکامی که در زبان‌های مختلف وجود دارند، به شرح زیر است:
| IPA | نام                       | زبان    | املا    | واج‌نگاری  | معنا       |
| --- | ------------------------- | ------- | ------- | --------- | ---------- |
| k͡p  | انسدادی لبی‌نرمکامی بیواک  | لوگبایی | ò-kpàyɔ̀ | [ò-k͡pàjɔ̀] | خدا        |
| ɡ͡b  | انسدادی لبی‌نرمکامی واکدار | اوه‌ای   | Ewegbe  | [ɛβɛɡ͡be]  | زبان اوه‌ای |
| ŋ͡m  | خیشومی لبی‌نرمکامی         | ویتنامی | cung    | [kuŋ͡m]    | بخش        |